# 波洛熱韋
51°25′48″N 23°56′29″E / 51.43000°N 23.94139°E
波洛熱韋（烏克蘭語：Положеве），是烏克蘭的村落，位於該國西部沃倫州，由科韋利區負責管轄，面積0.39平方公里，海拔高度167米，2001年人口257，人口密度每平方公里657.29人。